# Парке Артигас (Лас-Пьедрас)
Стадион «Парке Артигас» (исп. Estadio Municipal Parque Artigas de Las Piedras) — футбольный стадион в уругвайском городе Лас-Пьедрас (департамент Канелонес).

## Информация
Стадион был открыт в 2002 году и назван в честь национального героя Уругвая Хосе Хервасио Артигаса. Первоначально стадион вмещал 5,5 тысяч зрителей, но в 2008 году начались работы по увеличению вместимости и после того, как «Хувентуд» в 2012 году в очередной раз вышел в Высший дивизион, строительные работы закончились.
Во второй раз арена была открыта 2 сентября 2012 года матчем чемпионата Уругвая «Хувентуд Лас-Пьедрас» — «Сентраль Эспаньол». Хозяева выиграли со счётом 1:0.
Территория, на которой расположен стадион «Парке Артигас», принадлежит Министерству сельского хозяйства и животноводства Уругвая, однако сам стадион находится в собственности администрации департамента Канелонес. В октябре 2013 года мэр Лас-Пьедраса Маркос Карамбула объявил о том, что группа инвесторов вложит 40 млн долларов в строительство торгового центра и модернизацию стадиона «Хувентуда». Первоначально планировалось увеличить вместимость арены до 15 тысяч зрителей. В октябре 2015 года на официальном сайте «Хувентуда» появилась новость о том, что строительная компания начала работы по модернизации трибун, но общая вместимость стадиона «Парке Артигас» составит 10 тысяч зрителей.